# Homs
Homs, ook Himş, Arabisch: حمص, Aramees: ܚܡܨ, Ḥoms, is een stad in het westen van Syrië. Voordat Homs in 636 haar huidige naam kreeg, werd de stad 'Emesa' genoemd. De stad ligt aan de rivier de Orontes.

## Geschiedenis
De geschiedenis van Homs gaat terug tot 2300 voor Christus. In de tijd van het Romeinse Rijk was het bekend als Emesa. Keizer Diocletianus liet voor een betere waterhuishouding in de Orentes een dam aanleggen waardoor het Meer van Homs ontstond. Enkele eeuwen lang was Homs de zetel van het aartsbisdom Emesa.
Het is tevens de plek waar zich de graftombe bevindt van Khalid ibn Walid (ca. 590-642), een beroemd Arabisch krijgsman. Op zo'n 40 kilometer van Homs ligt het Werelderfgoed Krak des Chevaliers, een burcht uit de 11e eeuw. De stad werd in 1400 door Timoer Lenk veroverd.
In 1516 werd Homs ingelijfd in het Ottomaanse Rijk waar de stad toe behoorde tot deze uit elkaar viel en het Frans Mandaat werd ingesteld in 1923.
Voordat in 2011 de burgeroorlog begon telde Homs meer dan een miljoen inwoners, de voorsteden meegerekend. Homs kende eeuwenlang een minderheid van Aramese Syrisch Orthodoxe christenen. In de 20e eeuw is het aantal christenen echter drastisch gedaald.

## Syrische Burgeroorlog
Tijdens de Syrische Burgeroorlog zijn veel zware gevechten bij en in Homs gemeld. De stad werd gezien als een bolwerk van verzet tegen president Bashar al-Assad en was in 2011 een van de eerste steden die in opstand kwam. Homs werd bekend als de hoofdstad van de revolutie en was van strategisch belang, omdat het op de weg lag naar de kust vanaf Damascus. Bij gevechten tussen het Syrische leger en de oppositie zijn duizenden doden gevallen. Door het oorlogsgeweld was de stad zo goed als volledig vernield.
Het leger van de regering omsingelde de stad, maar het oude centrum bleef in handen van de opstandelingen. In februari van 2014 werd de situatie voor de bevolking zo slecht, dat het leger het goed vond, dat een grote groep van de bevolking uit de stad werd geëvacueerd. Het ging in het totaal om bijna 1.000 mensen.
Op 7 april 2014 werd de Nederlandse jezuïet Frans van der Lugt in Homs doodgeschoten. Hij woonde bijna 40 jaar in Syrië, waarvan meer dan 20 jaar in Homs.
De eerste dagen van december 2015 veroverde het leger van president Assad de stad. De opstandelingen kregen vrije aftocht.
Op 7 december 2024 werd Homs door rebellen veroverd. Dezelfde dag werd Damascus ingenomen waarmee het Assad-regime ten einde kwam.

## Sport
- De plaatselijke voetbalclub is Al-Karamah. De laatste resultaten van de club zijn uit 2011.

## Geboren
- Romanus de Melodist 490-556, dichter
- Abraham van Kratia ca. 474 - ca. 558, christelijk monnik
- Ibrahim Haddad 1938, politicus en wetenschapper
- Firas Al-Khatib 1983, voetballer

## Overleden
- Khalid ibn Walid ca. 590–642, moslimgeneraal
- Gilles Jacquier 1968-2012, Frans journalist
- Marie Colvin 1956-2012, Amerikaans journalist
- Frans van der Lugt 1938-2014, Nederlands jezuïet

## Trivia
De Nederlands-Syrische kunstenaar Rabi Koria (1988) won in 2015 de Koninklijke Prijs voor Vrije Schilderkunst voor zijn tegeltableau Homs.

## Verwijzingen en voetnoten
- (en)  Homs online. Syrië.
- (en)  Syria Gate. Homs.

1. ↑  Homs | Definition of Homs in US English by Oxford Dictionaries. web.archive.org (19 april 2019). Gearchiveerd op 19 april 2019. Geraadpleegd op 12 februari 2025.
2. 1 2 3  (en)  Homs: Syrian revolution's fallen 'capital', BBC, 9 december 2015.
3. ↑  Hoofdstad Syrische revolutie ligt volledig in puin, Het Laatste Nieuws, 29 juli 2013.
4. ↑  NOS. Opnieuw evacuaties uit Homs, 10 februari 2014. Gearchiveerd op 9 februari 2023.
5. ↑  NOS. Nederlandse pater in Syrië gedood, 7 april 2014. Gearchiveerd op 2 februari 2023.
6. ↑  (ar)  Videoboodschap van Van der Lugt op YouTube
7. ↑  NOS. Assad weer de baas in 'hoofdstad van de revolutie' Homs, 9 december 2015. Gearchiveerd op 7 december 2022.
8. ↑  NOS. Bewoners krijgen kans om Homs te verlaten, 9 december 2015. Gearchiveerd op 27 januari 2023.
9. ↑  Rebellen nemen macht over in Syrië, Assad is gevlucht. nos.nl (8 december 2024). Geraadpleegd op 10 december 2024.